# 张香山
张香山（1914年—2009年10月10日），笔名有张莳人、时任等，男，浙江宁波人，中华人民共和国政治人物，日本问题专家，原中共中央对外联络部副部长、中共中央宣传部副部长。

## 生平
张香山出生于1914年，曾就读于天津中日学院。1932年加入中国左翼作家联盟，担任天津左联书记。后赴日本东京高等师范学校留学，为中国日本左联分盟成员。
抗日战争期间于1937年参加八路军，1938年加入中国共产党。他曾任八路军第一二九师政治部敌工部副部长。
第二次国共内战期间，历任晋冀鲁豫军区政治部联络部长、北平军事调处执行部中共方面新闻处副处长、1948年任中共中央外事组翻译处副处长等。
中华人民共和国成立后，张香山历任王稼祥政治秘书，中共中央对外联络部副秘书长、秘书长、副部长，中共中央宣传部副部长等职。1977年起兼任中央广播事业局局长。1982年后离休，出任中联部顾问。此外，他还是中共十一、十二大代表，第五至七届全国政协常委，并曾担任过中日友好21世纪委员会中方首席委员、中日友好协会副会长等职，1992年获日本政府授予的勋一等瑞宝章。2009年10月10日在北京病逝，享年95岁。

## 家庭
张香山是幼儿教育专家张雪门之子。其妻孙少礼是顾栋臣的外孙女，她还是刘少奇之妻王光美的入党介绍人。他们的儿子张晓贝是法国《欧洲时报》社社长。